# Zelenortska Republika
Zelenortska Republika ili Zelenortski Otoci (port. Cabo Verde, zelenortski kreolski: Kabu Verdi) je mala otočna država na istoimenu otočju u sjevernom dijelu Atlantskog oceana, oko 600 km od najzapadnijeg dijela afričke obale. Portugalci su nenaseljene otoke pronašli i kolonizirali u 15. stoljeću.
Portugalski naziv Cabo Verde ('Zeleni rt') dolazi od najzapadnije točke Afrike koja se danas nalazi u Senegalu.

## Povijest
Zelenortski otoci bili su nenaseljeni kad su ih Portugalci otkrili 1456. godine i uključili u svoje kolonijalno carstvo. Zbog svog su položaja postali važna luka i središte trgovine robovima.
Godine 1975. otoci su dobili nezavisnost pod vodstvom Afričke stranke za nezavisnost Gvineje Bisau i Zelenortskih otoka. Poslije stjecanja nezavisnosti ASNGZ je pokušala ujediniti Zelenortske Otoke i Gvineju Bisau kontrolirajući vlade obiju država, ali ovi su planovi 1980. propali. U Zelenortskoj Republici trenutno je na vlasti Afrička stranka za nezavisnost Zelenortskih otoka.

## Politika
Politički sustav funkcionira prema ustavu iz 1980. Izbori se održavaju za mjesto premijera i predsjednika koji se biraju na 5 godina.

## Zemljopis
Zelenortska Republika se sastoji od 10 većih i 8 manjih otoka.
Jedini nenaseljeni otok je Santa Luzia. Danas je to prirodni rezervat. Svi otoci su vulkanskog porijekla, a jedini aktivni vulkan nalazi se na otoku Fogo.
Važniji manji otoci su Branco i Razo.

### Zavjetrinski otoci
Ilhas do Barlavento (sjeverna otočna skupina)
- Santo Antão
- São Vicente
- Santa Luzia
- São Nicolau
- Sal
- Boa Vista

### Privjetrinski otoci
Ilhas do Sotovento (južna otočna skupina)
- Maio
- Santiago
- Fogo
- Brava

## Općine
Zelenortska Republika je podijeljena na 17 općina:
- otok Santo Antão:
  - Paúl
  - Porto Novo
  - Ribeira Grande
- otok São Vicente:
  - São Vicente
- otok Santa Luzia
- otok São Nicolau:
  - São Nicolau
- otok Sal:
  - Sal
- otok Boa Vista:
  - Boa Vista
- otok Maio:
  - Maio
- otok Santiago:
  - Praia
  - Santa Catarina
  - Santa Cruz
  - São Domingos
  - São Miguel
  - Tarrafal
- otok Fogo:
  - São Filipe
  - Mosteiros
- otok Brava:
  - Brava

## Gospodarstvo
Zelenortska Republika oskudijeva resursima. Suše su česte, tako da je nedostatak vode jedan od glavnih problema. Stanovništvo se bavi poljoprivredom na samo 4 otoka, ali je slabo razvijena zbog vode i male količine padalina. BDP se uglavnom zasniva na uslužnim i ugostiteljskim poslovima. Zelenortski Otoci surađuju s Portugalom na svim razinama gospodarstva. Od devedestih godina doživjeli su gospodarski napredak. Portugal predlaže uključenje Zelenortske Republike u EU. BDP je za 2004. procijenjen na 1400 USD po stanovniku, mjereno po PPP-u. U novije vrijeme razvija se turizam, posebno na otocima Sal i Boa Vista.

## Demografija
Većina stanovnika Zelenortskih otoka su doseljenici iz Portugala i potomci bivših afričkih robova. Veliki broj ljudi koji su porijeklom s otoka žive u drugim zemljama: SAD-u (264 900), Portugalu (80 000), Angoli (45 000), São Tomé i Príncipeu, Senegalu, Francuskoj i Nizozemskoj. Nacionalni jezik je zelenortski kreolski jezik (Crioulo, Kriolu ili Kriol). Rimokatolicima se izjašnjava 85 posto stanovništva.

## Kultura
Kultura Zelenortskih Otoka ima portugalske i afričke korijene. Poznati su oblici glazbe kao što su Morna, Batuque i Zouk (Cabo love). Senzualni ples Funana je mješavina portugalskih i afričkih stilova.
Najpoznatija pjevačica narodne glazbe je Cesária Évora.

## Novine i časopisi
- A Semana (Praia, 1991. – )
- Expresso das Ilhas
- Journal O Cidadao (São Vicente)
- Jornal Horizonte (Praia, 1988. – )
- Terra Nova (São Vicente, 1975. – )
- Artiletra (São Vicente, 1991. – )

## Sport
Nogometna reprezentacija Zelenortske Republike nikada se nije kvalificirala za FIFA-ino Svjetsko nogometno prvenstvo, ali se kvalificirala na četiri turnira Afričkog kupa nacija, 2013., 2015., 2021. i 2023. Došli su do četvrtfinala 2013. i 2023. godine.

## Vanjske poveznice
- Zelenortska Foto  Arhivirana inačica izvorne stranice od 23. listopada 2006. (Wayback Machine)
- Foto galerija Zelenortskih Otoka  Arhivirana inačica izvorne stranice od 24. lipnja 2019. (Wayback Machine)
- Zelenortski portal (1)  Arhivirana inačica izvorne stranice od 11. rujna 2017. (Wayback Machine)
- Zelenortski portal (2)  Arhivirana inačica izvorne stranice od 22. kolovoza 2005. (Wayback Machine)
- foto galerija
- Internet pezentacija Zelenortske kulture